# Billy Name: The Silver Age
Billy Name: The Silver Age je fotografická kniha amerického umělce Billyho Namea. Publikovalo jí v roce 2014 nakladatelství Reel Art Press. Dokumentuje období, kdy Name spolupracoval s výtvarníkem a režisérem Andyhom Warholem a působil v jeho uměleckém ateliéru The Factory. Na černobílých fotografiích jsou kromě Warhola lidé, se kterými se zde setkával, například Susan Bottomly, Nico, členové skupiny The Velvet Underground. Kniha obsahuje více než čtyři sta fotografií. Autorem předmluvy ke knize je velšský hudebník a skladatel John Cale. Ten byl v době vzniku fotografií členem skupiny The Velvet Underground a je tak naněkterých zachycen. Další text ke knize napsal Glenn O'Brien.